# Буян (остров, Дон)
Буян — остров, находящийся непосредственно у станицы Багаевской и считающийся одной из известных достопримечательностей Нижнего Дона.
Среди станичников упорно ходит легенда о том, что Степан Разин зарыл свой персидский клад в 1669—1670 годах именно на этом острове. Однако на военных картах Российской империи остров появляется лишь в XIX веке под разными названиями: Угловатый, Буйный, Буян.
На картах XVIII века остров отсутствует, что ставит под сомнение наличие персидского золота у станицы Багаевская.
Буян со временем намывался песком и илом, увеличиваясь вниз по течению. Он покрыт густой растительностью, имеет несколько песчаных лиманов, используемых для купания. Благодаря своему положению остров практически всегда пригоден для любительской рыбалки. Буян вытянут вдоль течения реки Дон в виде неправильного островерхого треугольника с основанием выше по течению и острой вершиной недалеко от современной (2017 г.) паромной переправы.
Багаевскую и Буян разделяет протока Донок, которая до XX века была основным судоходным течением реки Дон. После строительства Цимлянской плотины разливы практически прекратились, река у станицы мелела, и во второй половине XX века судоходство по Донку стало невозможным. Бывшая Угловатая протока стала современным судоходным руслом Дона.
На остров ведут два моста: «Чугунный» (пешеходный) и «Бетонный», рассчитанный в советские времена на проезд автомобилей. На донской стороне острова сохранились остатки речного причала, до 2008 года принимавшего в том числе и пассажирские суда. У причала располагается редко работающее кафе с причудливой архитектурой «У Умара». В 1913 году у острова произошло крупное ограбление парохода «Петр», принадлежавшего ростовским магнатам Парамоновым.
В 1941−1942 годах на острове возводится линия обороны РККА, так и не использованная советскими частями. Враг прорвал оборону советских войск в июле 1942 северо-восточнее.